# Bombylius flavipilosus
Bombylius flavipilosus är en tvåvingeart som beskrevs av Cole 1923. Bombylius flavipilosus ingår i släktet Bombylius och familjen svävflugor. Inga underarter finns listade i Catalogue of Life.